# 1. Fußball-Club Nürnberg Verein für Leibesübungen 2002-2003
Questa voce raccoglie le informazioni riguardanti il 1. Fußball-Club Nürnberg Verein für Leibesübungen nelle competizioni ufficiali della stagione 2002-2003.

## Stagione
Nella stagione 2002-2003 il Norimberga, allenato da Klaus Augenthaler e Wolfgang Wolf, concluse il campionato di Bundesliga al 17º posto e retrocesse in 2. Bundesliga. In Coppa di Germania il Norimberga fu eliminato agli ottavi di finale dal Colonia.

## Rosa
| N. |                                | Ruolo | Calciatore         |
| -- | ------------------------------ | ----- | ------------------ |
| 1  | Germania (bandiera)            | P     | Darius Kampa       |
| 2  | Polonia (bandiera)             | D     | Tomasz Kos         |
| 3  | Germania (bandiera)            | D     | Frank Wiblishauser |
| 4  | Serbia e Montenegro (bandiera) | D     | Milorad Popovic    |
| 5  | Rep. Ceca (bandiera)           | D     | Marek Nikl         |
| 6  | Rep. Ceca (bandiera)           | C     | David Jarolím      |
| 7  | Serbia e Montenegro (bandiera) | C     | Rade Todorović     |
| 8  | Polonia (bandiera)             | C     | Jacek Krzynówek    |
| 9  | Germania (bandiera)            | A     | Martin Driller     |
| 10 | Serbia e Montenegro (bandiera) | D     | Dušan Petković     |
| 11 | Germania (bandiera)            | C     | Kai Michalke       |
| 12 | Germania (bandiera)            | P     | Raphael Schäfer    |
| 13 | Brasile (bandiera)             | A     | Cacau              |
| 14 | Germania (bandiera)            | C     | Dieter Frey        |
| 15 | Germania (bandiera)            | D     | Stephan Paßlack    |

| N. |                                | Ruolo | Calciatore           |
| -- | ------------------------------ | ----- | -------------------- |
| 16 | Norvegia (bandiera)            | C     | Tommy Svindal Larsen |
| 17 | Germania (bandiera)            | C     | Lars Müller          |
| 18 | Germania (bandiera)            | D     | Thomas Stehle        |
| 19 | Germania (bandiera)            | A     | Marco Villa          |
| 20 | Stati Uniti (bandiera)         | D     | Tony Sanneh          |
| 21 | Germania (bandiera)            | C     | Michael Kügler       |
| 23 | Serbia e Montenegro (bandiera) | A     | Milan Belić          |
| 24 | Germania (bandiera)            | D     | Andreas Wolf         |
| 27 | Brasile (bandiera)             | C     | Junior               |
| 29 | Macedonia del Nord (bandiera)  | A     | Saša Ćirić           |
| 37 | Rep. Ceca (bandiera)           | A     | Pavel David          |
| 38 | Germania (bandiera)            | A     | Stefan Kießling      |
| 39 | Germania (bandiera)            | D     | Dominik Reinhardt    |
| 40 | Germania (bandiera)            | C     | Andre Kunkel         |
|    | Germania (bandiera)            | P     | Sebastian Dürnagel   |

## Organigramma societario
Area tecnica
- Allenatore: Wolfgang Wolf
- Allenatore in seconda: Dieter Lieberwirth
- Preparatore dei portieri: Michael Fuchs
- Preparatori atletici:

## Calciomercato

### Sessione estiva
| Acquisti | Acquisti        | Acquisti              | Acquisti |
| R.       | Nome            | da                    | Modalità |
| -------- | --------------- | --------------------- | -------- |
| A        | Milan Belić     | OFK Belgrado          |          |
| A        | Saša Ćirić      | Eintracht Francoforte |          |
| C        | Michael Kügler  | Borussia Dortmund II  |          |
| D        | Dušan Petković  | Wolfsburg             |          |
| D        | Milorad Popovic | OFK Belgrado          |          |
| C        | Rade Todorović  | Slavia Sofia          |          |

| Cessioni | Cessioni          | Cessioni          | Cessioni |
| R.       | Nome              | da                | Modalità |
| -------- | ----------------- | ----------------- | -------- |
| A        | Louis Gomis       | Duisburg          |          |
| P        | Christian Horcher | 1. FC Sand        |          |
| C        | Christian Möckel  | Hoffenheim        |          |
| A        | Paulo Rink        | Energie Cottbus   |          |
| C        | Stoicho Stoilov   | Liteks Loveč      |          |
| C        | Rajko Tavčar      | Wacker Burghausen |          |

### Sessione invernale
| Acquisti | Acquisti | Acquisti | Acquisti |
| R.       | Nome     | da       | Modalità |
| -------- | -------- | -------- | -------- |

| Cessioni | Cessioni | Cessioni | Cessioni |
| R.       | Nome     | da       | Modalità |
| -------- | -------- | -------- | -------- |

## Risultati

### Bundesliga

#### Girone di andata
| Arbitro: | Weiner |

|           |           |                                    |
| Ćirić 51’ | Marcatori | 6’, 20’ Christiansen 83’ Hashemian |

| Arbitro: | Keßler |

|                    |           |  |
| Rydlewicz 37’, 83’ | Marcatori |  |

| Arbitro: | Krug |

|                                 |           |                    |
| Ćirić 16’ (rig.), 36’ Cacau 49’ | Marcatori | 82’ (rig.) N'Diaye |

| Arbitro: | Kemmling |

|                                        |           |           |
| Ailton 30’ (rig.), 66’, 78’ Micoud 59’ | Marcatori | 54’ Ćirić |

| Arbitro: | Merk |

|                  |           |                  |
| Ćirić 36’ (rig.) | Marcatori | 12’, 53’ Ballack |

| Arbitro: | Fandel |

|  |           |                                |
|  | Marcatori | 65’ Sanneh 68’ (rig.) Petković |

| Arbitro: | Meyer |

|            |           |  |
| Sanneh 69’ | Marcatori |  |

| Arbitro: | Strampe |

|                  |           |           |
| Paraíba 75’, 83’ | Marcatori | 42’ Ćirić |

| Arbitro: | Wagner |

|             |           |                            |
| Jarolím 44’ | Marcatori | 80’ Kurányi 84’ Amanatidīs |

| Arbitro: | Meyer |

|             |           |           |
| Vermant 90’ | Marcatori | 12’ Ćirić |

| Arbitro: | Kinhöfer |

|                          |           |              |
| Nikl 8’ Ćirić 22’ (rig.) | Marcatori | 75’ Strasser |

| Arbitro: | Aust |

|  |           |             |
|  | Marcatori | 56’ Driller |

| Arbitro: | Jansen |

|                  |           |                                     |
| Ćirić 40’ (rig.) | Marcatori | 26’ Barbarez 51’ Maltritz 66’ Romeo |

| Arbitro: | Weiner |

|                |           |                 |
| Lauth 39’, 71’ | Marcatori | 12’, 42’ Stehle |

| Arbitro: | Merk |

|            |           |                         |
| Jarolím 3’ | Marcatori | 54’ Ricken 78’ Ewerthon |

| Arbitro: | Krug |

|                              |           |                            |
| Nikl 41’ Petković 52’ (rig.) | Marcatori | 15’ Kałużny 86’ Jungnickel |

| Arbitro: | Kinhöfer |

|  |           |                      |
|  | Marcatori | 58’ Ćirić 88’ Junior |

#### Girone di ritorno
| Arbitro: | Wagner |

|                             |           |           |
| Christiansen 27’ Freier 33’ | Marcatori | 24’ Cacau |

| Arbitro: | Steinborn |

|  |           |           |
|  | Marcatori | 42’ Prica |

| Arbitro: | Keßler |

|                                   |           |                      |
| Idrissou 9’, 21’, 24’ Štefulj 71’ | Marcatori | 32’ Junior 52’ Ćirić |

| Arbitro: | Kemmling |

|            |           |  |
| Müller 41’ | Marcatori |  |

| Arbitro: | Jansen |

|                        |           |  |
| Lizarazu 17’ Élber 59’ | Marcatori |  |

| Arbitro: | Fröhlich |

|                   |           |           |
| Müller 25’ (rig.) | Marcatori | 90’ Marić |

| Arbitro: | Kircher |

|                                                                 |           |  |
| Lokvenc 19’ Klose 25’ (rig.) Dominguez 62’ Timm 64’ Bjelica 88’ | Marcatori |  |

| Arbitro: | Meyer |

|  |           |                                 |
|  | Marcatori | 15’ Preetz 39’ Marx 84’ Paraíba |

| Arbitro: | Krug |

|  |           |                        |
|  | Marcatori | 28’ Jarolím 88’ Junior |

| Norimberga 5 aprile 2003, ore 15:30 CEST 27ª giornata | Norimberga | 0 – 0 referto | Schalke 04 | Frankenstadion (41 100 spett.)\| Arbitro: \| Steinborn \| |
| Arbitro:                                              | Steinborn  |               |            |                                                           |

| Arbitro: | Kemmling |

|                        |           |  |
| Ulich 12’ Forssell 56’ | Marcatori |  |

| Norimberga 19 aprile 2003, ore 15:30 CEST 29ª giornata | Norimberga | 0 – 0 referto | Arminia Bielefeld | Frankenstadion (21 400 spett.)\| Arbitro: \| Gagelmann \| |
| Arbitro:                                               | Gagelmann  |               |                   |                                                           |

| Arbitro: | Aust |

|                                                 |           |  |
| Fukal 36’ Romeo 43’ Mahdavikia 55’ Takahara 76’ | Marcatori |  |

| Arbitro: | Krug |

|            |           |                |
| Driller 1’ | Marcatori | 56’, 73’ Lauth |

| Arbitro: | Meyer |

|                                      |           |           |
| Ricken 28’, 54’ Reina 65’ Koller 68’ | Marcatori | 89’ Ćirić |

| Arbitro: | Strampe |

|                         |           |               |
| Topić 13’ Juskowiak 70’ | Marcatori | 21’ Krzynówek |

| Arbitro: | Merk |

|  |           |             |
|  | Marcatori | 36’ Baştürk |

### Coppa di Germania
| Arbitro: | Kammerer |

|  |           |                       |
|  | Marcatori | 19’ Popovic 51’ Ćirić |

| Arbitro: | Keßler |

|                     |           |                      |
| Müller 5’ Petry 12’ | Marcatori | 47’, 87’, 110’ Ćirić |

| Arbitro: | Kemmling |

|  |           |                 |
|  | Marcatori | 48’, 77’ Scherz |

## Statistiche

### Statistiche di squadra
| Competizione      | Punti | In casa | In casa | In casa | In casa | In casa | In casa | In trasferta | In trasferta | In trasferta | In trasferta | In trasferta | In trasferta | Totale | Totale | Totale | Totale | Totale | Totale | DR  |
| Competizione      | Punti | G       | V       | N       | P       | Gf      | Gs      | G            | V            | N            | P            | Gf           | Gs           | G      | V      | N      | P      | Gf     | Gs     | DR  |
| ----------------- | ----- | ------- | ------- | ------- | ------- | ------- | ------- | ------------ | ------------ | ------------ | ------------ | ------------ | ------------ | ------ | ------ | ------ | ------ | ------ | ------ | --- |
| Bundesliga        | 30    | 17      | 4       | 4       | 9       | 16      | 24      | 17           | 4            | 2            | 11           | 17           | 36           | 34     | 8      | 6      | 20     | 33     | 60     | -27 |
| Coppa di Germania | -     | 1       | 0       | 0       | 1       | 0       | 2       | 2            | 2            | 0            | 0            | 5            | 2            | 3      | 2      | 0      | 1      | 5      | 4      | +1  |
| Totale            | 30    | 18      | 4       | 4       | 10      | 16      | 26      | 19           | 6            | 2            | 11           | 22           | 38           | 37     | 10     | 6      | 21     | 38     | 64     | -26 |

### Andamento in campionato
| Giornata  | 1  | 2  | 3  | 4  | 5  | 6  | 7  | 8  | 9  | 10 | 11 | 12 | 13 | 14 | 15 | 16 | 17 | 18 | 19 | 20 | 21 | 22 | 23 | 24 | 25 | 26 | 27 | 28 | 29 | 30 | 31 | 32 | 33 | 34 |
| --------- | -- | -- | -- | -- | -- | -- | -- | -- | -- | -- | -- | -- | -- | -- | -- | -- | -- | -- | -- | -- | -- | -- | -- | -- | -- | -- | -- | -- | -- | -- | -- | -- | -- | -- |
| Luogo     | C  | T  | C  | T  | C  | T  | C  | T  | C  | T  | C  | T  | C  | T  | C  | C  | T  | T  | C  | T  | C  | T  | C  | T  | C  | T  | C  | T  | C  | T  | C  | T  | T  | C  |
| Risultato | P  | P  | V  | P  | P  | V  | V  | P  | P  | N  | V  | V  | P  | N  | P  | N  | V  | P  | P  | P  | V  | P  | N  | P  | P  | V  | N  | P  | N  | P  | P  | P  | P  | P  |
| Posizione | 16 | 18 | 11 | 16 | 17 | 13 | 11 | 13 | 15 | 15 | 12 | 10 | 12 | 12 | 14 | 15 | 12 | 12 | 14 | 15 | 13 | 13 | 15 | 17 | 17 | 16 | 17 | 17 | 17 | 17 | 17 | 17 | 17 | 17 |

Legenda:

Luogo: C = Casa; T = Trasferta. Risultato: V = Vittoria; N = Pareggio; P = Sconfitta.

### Statistiche dei giocatori
| Giocatore       | Bundesliga | Bundesliga | Bundesliga  | Bundesliga | Coppa di Germania | Coppa di Germania | Coppa di Germania | Coppa di Germania | Totale   | Totale | Totale      | Totale     |
| Giocatore       | Presenze   | Reti       | Ammonizioni | Espulsioni | Presenze          | Reti              | Ammonizioni       | Espulsioni        | Presenze | Reti   | Ammonizioni | Espulsioni |
| --------------- | ---------- | ---------- | ----------- | ---------- | ----------------- | ----------------- | ----------------- | ----------------- | -------- | ------ | ----------- | ---------- |
| M. Belić        | 7          | 0          | 2           | 0          | 2                 | 0                 | 0                 | 0                 | 9        | 0      | 2           | 0          |
| C. Cacau        | 27         | 2          | 8           | 0          | 2                 | 0                 | 0                 | 0                 | 29       | 2      | 8           | 0          |
| P. David        | 3          | 0          | 0           | 0          | 1                 | 0                 | 0                 | 0                 | 4        | 0      | 0           | 0          |
| M. Driller      | 18         | 2          | 2           | 0          | 1                 | 0                 | 0                 | 0                 | 19       | 2      | 2           | 0          |
| S. Dürnagel     | 0          | 0          | 0           | 0          | 0                 | 0                 | 0                 | 0                 | 0        | 0      | 0           | 0          |
| D. Frey         | 17         | 0          | 3           | 0          | 2                 | 0                 | 0                 | 0                 | 19       | 0      | 3           | 0          |
| D. Jarolím      | 32         | 3          | 5           | 1          | 3                 | 0                 | 0                 | 0                 | 35       | 3      | 5           | 1          |
| J. Junior       | 19         | 3          | 2           | 0          | 1                 | 0                 | 0                 | 0                 | 20       | 3      | 2           | 0          |
| D. Kampa        | 34         | 0          | 0           | 0          | 2                 | 0                 | 0                 | 0                 | 36       | 0      | 0           | 0          |
| S. Kießling     | 1          | 0          | 0           | 0          | 0                 | 0                 | 0                 | 0                 | 1        | 0      | 0           | 0          |
| T. Kos          | 26         | 0          | 6           | 0          | 3                 | 0                 | 1                 | 0                 | 29       | 0      | 7           | 0          |
| J. Krzynówek    | 17         | 1          | 1           | 0          | 0                 | 0                 | 0                 | 0                 | 17       | 1      | 1           | 0          |
| A. Kunkel       | 0          | 0          | 0           | 0          | 0                 | 0                 | 0                 | 0                 | 0        | 0      | 0           | 0          |
| M. Kügler       | 2          | 0          | 0           | 0          | 0                 | 0                 | 0                 | 0                 | 2        | 0      | 0           | 0          |
| T. Larsen       | 30         | 0          | 7           | 0          | 3                 | 0                 | 0                 | 0                 | 33       | 0      | 7           | 0          |
| K. Michalke     | 15         | 0          | 1           | 0          | 0                 | 0                 | 0                 | 0                 | 15       | 0      | 1           | 0          |
| L. Müller       | 33         | 2          | 4           | 0          | 3                 | 0                 | 0                 | 0                 | 36       | 2      | 4           | 0          |
| M. Nikl         | 29         | 2          | 3           | 0          | 3                 | 0                 | 0                 | 0                 | 32       | 2      | 3           | 0          |
| S. Paßlack      | 14         | 0          | 4           | 1          | 0                 | 0                 | 0                 | 0                 | 14       | 0      | 4           | 1          |
| D. Petković     | 22         | 2          | 4           | 0          | 3                 | 0                 | 0                 | 0                 | 25       | 2      | 4           | 0          |
| M. Popovic      | 23         | 0          | 3           | 0          | 2                 | 1                 | 2                 | 0                 | 25       | 1      | 5           | 0          |
| D. Reinhardt    | 1          | 0          | 0           | 0          | 0                 | 0                 | 0                 | 0                 | 1        | 0      | 0           | 0          |
| T. Sanneh       | 15         | 2          | 2           | 0          | 1                 | 0                 | 0                 | 0                 | 16       | 2      | 2           | 0          |
| R. Schäfer      | 1          | 0          | 0           | 0          | 1                 | 0                 | 0                 | 0                 | 2        | 0      | 0           | 0          |
| T. Stehle       | 17         | 2          | 8           | 0          | 1                 | 0                 | 0                 | 0                 | 18       | 2      | 8           | 0          |
| R. Todorović    | 7          | 0          | 1           | 0          | 2                 | 0                 | 1                 | 0                 | 9        | 0      | 2           | 0          |
| M. Villa        | 5          | 0          | 0           | 0          | 1                 | 0                 | 0                 | 0                 | 6        | 0      | 0           | 0          |
| F. Wiblishauser | 0          | 0          | 0           | 0          | 0                 | 0                 | 0                 | 0                 | 0        | 0      | 0           | 0          |
| A. Wolf         | 14         | 0          | 3           | 0          | 0                 | 0                 | 0                 | 0                 | 14       | 0      | 3           | 0          |
| S. Ćirić        | 27         | 12         | 1           | 1          | 3                 | 4                 | 0                 | 0                 | 30       | 16     | 1           | 1          |